# Puchar Świata w Chodzie Sportowym 1979
9. Puchar Świata w Chodzie Sportowym – zawody lekkoatletyczne, które odbyły się w dniach 29-30 września 1979 w Eschborn.

## Rezultaty

### Mężczyźni
|               | 1. miejsce      | Rezultat | 2. miejsce     | Rezultat | 3. miejsce         | Rezultat |
| Chód na 20 km | Daniel Bautista | 1:18:49  | Boris Jakowlew | 1:19:46  | Mykoła Wynnyczenko | 1:20:05  |
| Chód na 50 km | Martín Bermúdez | 3:43:36  | Enrique Vera   | 3:43:59  | Wiktor Dorowskich  | 3:45:51  |
| Drużynowo     | Meksyk          | 240 pkt  | ZSRR           | 235 pkt  | NRD                | 201 pkt  |

### Kobiety
|              | 1. miejsce      | Rezultat | 2. miejsce  | Rezultat | 3. miejsce     | Rezultat |
| Chód na 5 km | Marion Fawkes   | 22:51    | Carol Tyson | 22:59    | Thorill Gylder | 23:08    |
| Drużynowo    | Wielka Brytania | 85 pkt   | Szwecja     | 74 pkt   | Norwegia       | 69 pkt   |